# Pinus glabra
Pinus glabra (сосна гола) — вид роду сосна родини соснових.

## Поширення, екологія
Країни поширення: США (Алабама, Флорида, Джорджія, Луїзіана, Міссісіпі, Південна Кароліна). Росте в обмеженій кількості на болотах, в долинах річок, на купині в кислих піщаних ґрунтах, часто з високим рівнем ґрунтових вод на висотах 0–150 м над рівнем моря. Це низовинна сосна теплого помірного клімату на південному сході Сполучених Штатів, де літо довге, жарке і вологе, а зима м'яка.

## Опис
Щільність деревини: 0,41 г/см3. Дерева до 30 м у висоту і 100 см діаметра. Стовбур прямий. Крона від пірамідальної до округлої. Кора на зрілих дерев сіра, тріщинувата. На молодих деревах і гілках кора сіра і залишається гладкою протягом тривалого. Голки по 2 в пучку, зберігаються 2–3 роки, 4–8(10) см завдовжки, прямі, злегка скручені, темно-зелені. Пилкові шишки циліндричні, довжиною 10–15 мм, пурпурно-коричневі. Насіннєві шишки довгі яйцеподібні перед відкриттям, овально-циліндричні, коли відкриті, 3.5–7 см завдовжки, червоно-коричневі, старі — сірі. Насіння: тіло ≈ 6 мм, коричневе, помережане темнішим; крило ≈ 12 мм. 2n = 24.
Найвище відоме дерево знаходиться в Джорджії, 35.63 м.

## Використання
Деревина крихка, щільна, недовговічна і має обмежене комерційне значення.

## Загрози та охорона
Цей вид чутливий до вогню, запобігання лісовим пожежам допомогло б цьому виду. Він присутній в кількох охоронних територіях по всьому ареалу.

## Галерея

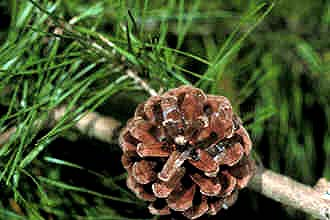
Шишка
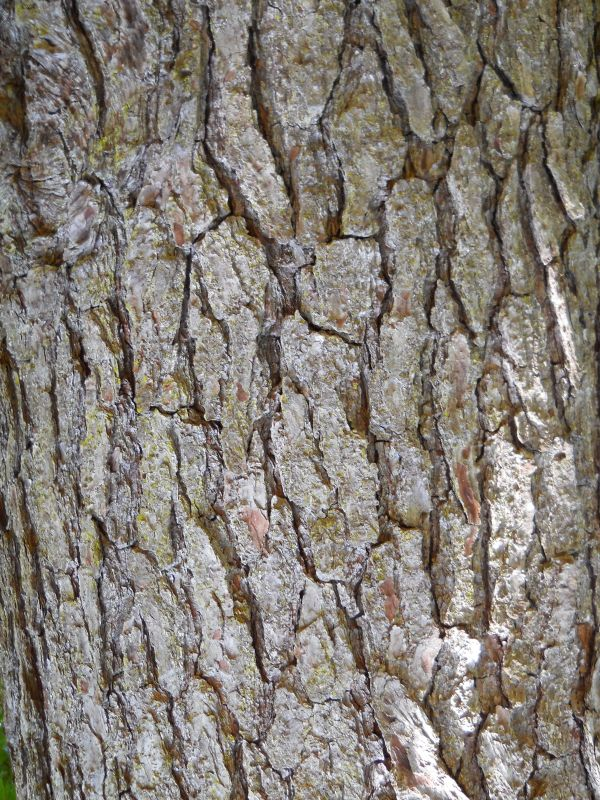
Кора

| Соснові | Це незавершена стаття про родину соснові. Ви можете допомогти проєкту, виправивши або дописавши її. |